# Hiroaki Sano
Hiroaki Sano (佐野広明, Sano Hiroaki) est un compositeur et chef d'orchestre japonais.

## Œuvres

### Musiques d'animes
- Triangle Heart ～dortoir des femmes～ (2000)
- Triangle Heart ～sweet songs forever～ ~ ~ Forever ] (2003)
- Magical Girl Lyrical Nanoha (2004)
- Magical Girl Lyrical Nanoha A's (2005)
- Magical Girl Lyrical Nanoha StrikerS (2007)
- Sekirei (2008)
- Sekirei -pure engagement- (2010)